# John Horne Tooke
Pour les articles homonymes, voir John Horne.
John Horne Tooke, né John Horne (1736-1812), est un philologue et homme politique britannique.

## Biographie
Né à Londres, il suit d'abord la carrière ecclésiastique, mais, s'étant lié avec le patriote Wilkes, il la quitte pour se livrer à la politique. Il devient un des plus chauds amis de la liberté, fonde un club pour le maintien de la Déclaration des droits américaine : il soutient dans un pamphlet la cause des Américains insurgés contre la métropole, et est emprisonné pour ce fait. 
Il se montre de même grand partisan de la Révolution française, et se voit de nouveau accusé ; mais cette fois on l'acquitte. Il est nommé en 1801 membre de la Chambre des communes. 
Il ajoute à son nom en 1782 celui de son ami William Tooke, qui l'a fait héritier de sa fortune.
Outre des pamphlets dans lesquels il manie avec adresse la plaisanterie et le sarcasme, on doit à Horne-Tooke des recherches philologiques sur l'histoire de la parole : il regarde toutes les particules comme des débris de mots qui ont été d'abord significatifs. Ses opinions philologiques sont consignées dans l'ouvrage intitulé : Epea Pteroenta (« paroles ailées »), or the Diversions of Purley (Londres, 1786-1805 et 1827).